# Doro (mitologia greca)
Doro (in greco antico: Δῶρος?, Dṑros) è un personaggio della mitologia greca, eponimo e capostipite dei Dori.

## Genealogia
Secondo Apollodoro è il figlio primogenito di Elleno e della ninfa Orseide ed è fratello di Xuto e Eolo. i suoi figli furono Tettamo, Egimio e Iftime.
Euripide, nella sua tragedia Ione, presenta una genealogia leggermente diversa: qui Doro e suo fratello Acheo sono figli della principessa ateniese Creusa e di Xuto, figlio di Elleno, mentre Ione è loro fratellastro, nato dall'unione di Creusa con il dio Apollo.
Infine Apollodoro apparentemente distingue due personaggi di nome Doro: il primo è il figlio di Elleno e Orseide, il secondo è un etolico, figlio di Apollo e Ftia e padre di Santippe.

## Mitologia
Doro si fermò nel Peloponneso, dove diede origine alla stirpe dei Dori.
Secondo Diodoro Siculo, suo figlio, Tettamo, ha portato il reinsediamento di Eoli e Pelasgi a Creta.

## Interpretazione
Il mito apparentemente collega i vari popoli ellenici, che invasero la Grecia nel II millennio a.C., in un'unica stirpe, discendente da Deucalione, il patriarca che sopravvisse alla versione greca del diluvio universale. Mentre gli Eoli si identificarono con questo mito, e rivendicarono la discendenza da Eolo, i cui figli hanno largo spazio nella mitologia, i Dori preferirono invece identificare in Eracle il loro antenato, tanto che nel mito il personaggio di Doro ha in realtà poco spazio, e l'invasione dorica è rappresentata prevalentemente dai racconti sul ritorno degli Eraclidi, ovvero i discendenti di Eracle.